# Das Meer ist der Himmel
Das Meer ist der Himmel ist ein Roadmovie aus dem Jahr 2024 von Regisseur Enkelejd Lluca. Der Spielfilm startete am 28. November 2024 in den deutschen Kinos.

## Handlung
Ein Immobilienmanager muss nach Albanien zurückkehren, um die Asche seines auf See verstorbenen Großvaters zu verstreuen und sich dabei seinen Wurzeln, seiner Vergangenheit und der Familie zu stellen, die er nie wieder sehen wollte.

## Produktion
Das Meer ist der Himmel ist eine Produktion von Park Eleven und DOMAR Film in Ko-Produktion mit dem Saarländischen Rundfunk und wurde von Hessen Film & Medien und Saarland Medien gefördert. Der Film ist Enkelejd Llucas zweiter Langspielfilm nach seinem Abschlussfilm Frankfurt Coincidences.
Die Produktion des Films musste aufgrund des Erdbebens in Albanien 2019 und der Corona-Pandemie um zwei Jahre verschoben werden. Der Film wurde zwischen 2021 und 2022 an 36 Drehtagen in Frankfurt am Main und in Albanien gedreht. Four Guys Film Distribution brachte den Film in die deutschen Kinos.

## Rezeption
Der Film erhielt von der Deutschen Film- und Medienbewertung (FBW) das „Prädikat wertvoll“. Die FBW schreibt in ihrem Pressetext:

„Der zweite Langfilm des Filmemachers Enkelejd Lluca ist ein märchenhaft anmutendes Road Movie über Heimat und die Kraft der Menschlichkeit. […] In seinem zweiten Langfilm erzählt der Filmemacher Enkelejd Lluca in Form eines Road Movies die Geschichte eines Mannes, der die Verbindung zu seiner Heimat, zu seinen Wurzeln im Grunde schon längst gekappt hat, nun aber feststellt, wie sehr eben jene Heimat in ihm selbst verwurzelt ist. Die Zuschauer sind ganz nah bei Leon, den Blerim Destani mit Mut zur unbequemen Ambivalenz kantig und rau verkörpert. Die beeindruckende Kameraarbeit von Dennis Mill macht die vielen Eindrücke des Landes, durch das Leon fährt, in wunderbar komponierten Einstellungen sichtbar. Der Staub der verlassenen Straßen, die Kargheit und Leere der Landschaft, die Einsamkeit aller Protagonisten: Lluca gelingt es, die Zuschauer auf die Reise eines Protagonisten mitzunehmen, der alles tut, um keinen an sich ranzulassen – und dem man dennoch erstaunlich nahekommt. Die vielen Zufallsbegegnungen während der Reise wirken märchenhaft und dienen Leon dazu, durch die knappen Unterhaltungen – Lluca verzichtet auf zu viele Dialoge und lässt Bilder das erzählen, was Worte nicht können – auch ein Stück weit mehr über sich selbst zu lernen. Die geschickt platzierten Rückblenden eröffnen Schicht für Schicht nicht nur Leons persönliche Geschichte, sondern lenken auch den Blick auf zeitlose Themen wie Migration oder mitmenschliches, selbstloses Handeln in Notsituationen. All das aus der Perspektive einer Generation, die die Wurzeln einer Heimat, die für sie in gewisser Weise fremd geworden ist, neu finden muss. In seinem sehr sensiblen Umgang mit eben jenen Themen und in dem Umgang mit allen filmischen Gewerken ist Lluca ein reifer und kluger Film gelungen, den man gerne auf seiner Reise begleitet.“